# Атакьой II, V, VI
„Атакьой II, V, VI“ (на турски: Ataköy 2-5-6. Kısım) е квартал на Истанбул, разположен в градска околия Бакъркьой. Общата му площ е 1,2 км2. Според данни на Адресната система за регистриране на населението (ABPRS) към 2024 г. населението на „Атакьой II, V, VI“ е 14 094 жители.